# Pibo Antonius Pijnappel
Pibo Antonius Pijnappel (Amsterdam, 1875 – 1935) was een Nederlandse bibliofiel. 
Pijnappel stamde uit een vermogende en vooruitstrevend liberaal remonstrantse familie. Hij studeerde rechten in Amsterdam maar voltooide deze studie niet. Tijdens de rechtenstudie was Pijnappel redacteur van Propria Cures en dispuutgenoot van Herman Gorter. 
In 1905 kocht Pijnappel het landgoed De Hoorneboeg bij Hilversum voor een bedrag van 43.000 gulden. Hier vestigde hij zich samen met zijn zuster. Pijnappel nam een bibliothecaresse in dienst en hij bouwde een grote bibliotheek aan de westkant van het terrein. Hier verzamelde hij 70.000 boeken, meest op het gebied van de humaniora. In mei 1912 gaven Pijnappel en zijn zuster een boerderij op hun landgoed, de Meisjeshoeve, later Stalheim genoemd, in gebruik aan de Stichting het Leidse Volkshuis.
De boekencollectie werd na Pijnappels dood aan de Gemeentelijke Universiteit nagelaten. Het landgoed werd geërfd door Pijnappels zuster die het op haar beurt "in zijn geest" aan de Remonstrantse Broederschap vermaakte.
Pijnappel was sociaaldemocraat. Hij adviseerde Troelstra, onder andere in de Hogerhuis-zaak en de lintjesaffaire, waarbij Abraham Kuyper in opspraak raakte. Ondanks zijn zwakke gezondheid - hij was zwaar astmatisch - was hij in 1907 lid van de Programcommissie van de SDAP. Sommige waarnemers beschouwen Pijnappel als een kamergeleerde en kluizenaar. Dat wordt tegengesproken door andere bronnen. De historicus Jan de Bruijn bespreekt zijn rol in de lintjesaffaire en noemt hem "zeer goed geïnformeerd". 